# ST8SIA5
ST8SIA5 (англ. ST8 alpha-N-acetyl-neuraminide alpha-2,8-sialyltransferase 5) – білок, який кодується однойменним геном, розташованим у людей на довгому плечі 18-ї хромосоми. Довжина поліпептидного ланцюга білка становить 376 амінокислот, а молекулярна маса — 43 895.
| 10         |  | 20         |  | 30         |  | 40         |  | 50         |
| ---------- |  | ---------- |  | ---------- |  | ---------- |  | ---------- |
| MRYADPSANR |  | DLLGSRTLLF |  | IFICAFALVT |  | LLQQILYGRN |  | YIKRYFEFYE |
| GPFEYNSTRC |  | LELRHEILEV |  | KVLSMVKQSE |  | LFDRWKSLQM |  | CKWAMNISEA |
| NQFKSTLSRC |  | CNAPAFLFTT |  | QKNTPLGTKL |  | KYEVDTSGIY |  | HINQEIFRMF |
| PKDMPYYRSQ |  | FKKCAVVGNG |  | GILKNSRCGR |  | EINSADFVFR |  | CNLPPISEKY |
| TMDVGVKTDV |  | VTVNPSIITE |  | RFHKLEKWRR |  | PFYRVLQVYE |  | NASVLLPAFY |
| NTRNTDVSIR |  | VKYVLDDFES |  | PQAVYYFHPQ |  | YLVNVSRYWL |  | SLGVRAKRIS |
| TGLILVTAAL |  | ELCEEVHLFG |  | FWAFPMNPSG |  | LYITHHYYDN |  | VKPRPGFHAM |
| PSEIFNFLHL |  | HSRGILRVHT |  | GTCSCC     |  |            |  |            |

A: Аланін

C: Цистеїн

D: Аспарагінова кислота

E: Глутамінова кислота

F: Фенілаланін

G: Гліцин

H: Гістидин

I: Ізолейцин

K: Лізин

L: Лейцин

M: Метіонін

N: Аспарагін

P: Пролін

Q: Глутамін

R: Аргінін

S: Серин

T: Треонін

V: Валін

W: Триптофан

Кодований геном білок за функціями належить до трансфераз, глікозилтрансфераз. 
Задіяний у такому біологічному процесі, як альтернативний сплайсинг. 
Локалізований у мембрані, апараті гольджі.